# Вајт Хилс (Аризона)
Вајт Хилс (енгл. White Hills) насељено је место без административног статуса у америчкој савезној држави Аризона.

## Демографија
По попису из 2010. године број становника је 323.
| Група             | 2000.    | 2010.       |
| Белци             | 0 (0,0%) | 280 (86,7%) |
| Афроамериканци    | 0 (0,0%) | 5 (1,5%)    |
| Азијати           | 0 (0,0%) | 1 (0,3%)    |
| Хиспаноамериканци | 0 (0,0%) | 28 (8,7%)   |
| Укупно            | 0        | 323         |